# Future Medicinal Chemistry
Future Medicinal Chemistry, abgekürzt Future Med. Chem.,  ist eine wissenschaftliche Fachzeitschrift, die vom Future Science-Verlag veröffentlicht wird. Die erste Ausgabe erschien im Jahr 2009. Derzeit (2018) erscheint die Zeitschrift mit vierundzwanzig Ausgaben im Jahr. Es werden Artikel veröffentlicht, die sich mit interdisziplinärem Ansatz dem Gebiet der medizinischen Chemie nähern.
Der Impact Factor lag im Jahr 2017 bei 3,969. Nach der Statistik des ISI Web of Knowledge wird das Journal mit diesem Impact Factor in der Kategorie Medizinische Chemie an neunter Stelle von 59 Zeitschriften geführt.